# Lay Lady Lay
"Lay Lady Lay" is een nummer van de Amerikaanse singer-songwriter Bob Dylan. Het nummer verscheen op zijn album Nashville Skyline uit 1969. In juli van dat jaar werd het nummer uitgebracht als de tweede single van het album.

## Achtergrond
"Lay Lady Lay" is geschreven door Dylan en geproduceerd door Bob Johnston. Het nummer was oorspronkelijk geschreven voor de film Midnight Cowboy, maar was niet op tijd ingestuurd om ook daadwerkelijk in de film te worden opgenomen. Dylan schreef het voor zijn toenmalige vrouw Sara Lownds. Net zoals de meeste nummers op Nashville Skyline zingt Dylan het in een relatief lage stem, in plaats van de nasale zang waar hij bekend om stond. Hij schreef deze "nieuwe" stem toe aan het feit dat hij voor de opnamen van het album was gestopt met roken, maar een aantal demo's uit het begin van de jaren '60 laten horen dat hij deze zangstijl al eerder had toegepast.
Dylan speelde "Lay Lady Lay" voor het eerst bij Johnny Cash thuis, waar hij samen met een aantal andere singer-songwriters nieuw werk liet horen. Hij bood het nummer eerst aan The Everly Brothers aan, maar het duo zou dit aanbod hebben afgeslagen omdat zij de tekst te seksueel vonden klinken. Dylan liet het nummer aan het duo horen na een optreden in New York, aangezien zij op zoek waren naar nieuwe nummers en Dylan op dat moment "Lay Lady Lay" aan het schrijven was. Uiteindelijk namen zij het nummer op voor hun album EB 84 uit 1984.
"Lay Lady Lay" werd een grote hit met een zevende plaats in de Amerikaanse Billboard Hot 100 en een vijfde plaats in het Verenigd Koninkrijk. In Canada kwam het tot de achtste plaats, terwijl het in Australië en Nieuw-Zeeland respectievelijk tot de achttiende en zevende plaats kwam. In Nederland werd de Top 40 niet gehaald en bleef het steken op de zesde plaats in de Tipparade. In Wallonië behaalde de single plaats 26 in de voorloper van de Ultratop 50.
"Lay Lady Lay" is gecoverd door diverse artiesten. The Byrds scoorden in 1969 een klein hitje met hun versie: in de Verenigde Staten kwam het tot plaats 132, terwijl in Nederland de elfde plaats in de Tipparade werd gehaald. Andere artiesten die het gecoverd hebben, zijn onder meer Kevin Ayers, Brook Benton, Duran Duran, Ramblin' Jack Elliott, Buddy Guy met Anthony Hamilton, The Isley Brothers, Angélique Kidjo, Malaria!, Melanie, Ministry, Lorrie Morgan en Pearl Jam met Neil Young.

## NPO Radio 2 Top 2000
| Nummer met noteringen in de NPO Radio 2 Top 2000 | '99 | '00 | '01  | '02 | '03 | '04 | '05 | '06 | '07 | '08 | '09 | '10 | '11 | '12  | '13 | '14  | '15  | '16  | '17  |
| ------------------------------------------------ | --- | --- | ---- | --- | --- | --- | --- | --- | --- | --- | --- | --- | --- | ---- | --- | ---- | ---- | ---- | ---- |
| Lay Lady Lay                                     | 858 | -   | 1110 | 830 | 755 | 650 | 666 | 720 | 608 | 661 | 751 | 707 | 860 | 1111 | 999 | 1246 | 1428 | 1592 | 1976 |

1. ↑  Een '-' betekent dat het nummer niet was genoteerd en een vetgedrukt getal geeft de hoogste notering aan.
2. ↑  Deze tabel is bijgewerkt tot en met de laatste editie (2024).